# Verhaltensmodifikation
Verhaltensmodifikation ist eine von Ullmann und Krasner eingeführte Bezeichnung für die Anwendung psychologischer Lerntechniken zur Veränderung abweichenden bzw. unerwünschten Verhaltens.

## Beschreibung
Zur Verhaltensmodifikation nach Leonard Ullmann/ Leonard Krasner (Case Studies in Behavior Modification, 1965) zählen zum Beispiel die Desensitivierung, Einstellungsveränderungen im Sinne von Regellernen, operantes Konditionieren, Tokenstrategien und Verhaltensformung. In diesem älteren und allgemeinen Sinne ist Verhaltensmodifikation nahezu gleichbedeutend mit Verhaltenstherapie.
Im engeren Sinne ist es eine Bezeichnung für eine Vielzahl von Behandlungstechniken, die im Anschluss an die kognitiven Emotions- und Stresstheorien entwickelt wurden und als kognitive Verhaltensmodifikation (cognitive behavior modification) oder semantische Verhaltensmodifikation (semantic behavior modification) gelten.
Störungen werden hier über Einschätzungs- und Bewertungsprozesse argumentativ und direkt angegangen, um den Klienten zur Neuinterpretation seiner Lebensprobleme zu veranlassen, ihn zu einer realistischen Neueinschätzung seiner Situation zu bewegen, seine Kontrollmöglichkeiten über die maßgeblichen Umweltbedingungen zu verbessern und damit zu einer Veränderung der Lage- und Selbsteinschätzung beizutragen.
In vielen Fällen werden die Techniken der Verhaltensmodifikation mit anderen therapeutischen Verfahren kombiniert.
Definition der wissenschaftlichen Verhaltensmodifikation:

„Die Verhaltensmodifikation ist eine methodische Vorgehensweise für die unterschiedlichsten Problemlagen. Sie beinhaltet eine systematische Anamnese und behaviorale Analyse der gesamten Problemsituation und leitete daraus in Kooperation mit den Betroffenen/Auftraggebern die Ziele einer Intervention ab. Zur Erreichung dieser Ziele nutzt sie die verschiedensten, aus der Problemanalyse abgeleiteten und begründeten Interventionen zum planvollen Erreichen des Interventionsziels. Zu diesen Interventionen gehören insbesondere die Anwendung der Lerngesetzmäßigkeiten, aber auch alle anderen wissenschaftlichen und empirisch fundierten Verfahren der Sozialwissenschaften.“

Verhaltensmodifikation wird u. a. an der Fachhochschule Würzburg-Schweinfurt im Studiengang Soziale Arbeit (Bachelor) gelehrt.